# Gerhard Poschner
Gerhard Hans Poschner (ur. 23 września 1969 w Dumitrze) – niemiecki piłkarz występujący na pozycji pomocnika.

## Kariera klubowa
Poschner urodził się w 1969 roku w Rumunii, a w 1974 roku wyemigrował z rodziną do Niemiec. W tym samym roku rozpoczął tam treningi w klubie SpVgg Bissingen. W 1984 roku trafił do juniorskiej ekipy klubu VfB Stuttgart. W 1987 roku został włączony do jego pierwszej drużyny. W Bundeslidze zadebiutował 15 sierpnia 1987 w wygranym 6:0 meczu z Borussią Mönchengladbach. W 1989 roku dotarł z klubem do finału Pucharu UEFA, ale Stuttgart przegrał tam w finałowym dwumeczu z SSC Napoli.
W 1990 roku odszedł do innego pierwszoligowego zespołu, Borussii Dortmund. Pierwszy ligowy mecz zaliczył tam 18 sierpnia 1990 przeciwko Karlsruher SC (2:1). 16 marca 1991 w zremisowanym 1:1 pojedynku z Fortuną Düsseldorf strzelił swojego pierwszego gola w Bundeslidze. W 1992 roku wywalczył z Borussią wicemistrzostwo Niemiec, a rok później wystąpił z nią w finale Pucharu UEFA, jednak uległa tam w finałowym dwumeczu Juventusowi.
W 1994 roku Poschner powrócił do Stuttgartu. W 1997 roku zdobył z nim Puchar Niemiec. W 1998 roku zagrał z zespołem w finale Pucharu Zdobywców Pucharów, jednak Stuttgart przegrał tam 0:1 z Chelsea. W tym samym roku Poschner został graczem włoskiego klubu SSC Venezia. Z kolei w 1999 roku odszedł do hiszpańskiego Rayo Vallecano. Spędził tam kolejne dwa sezony.
W 2001 roku podpisał kontrakt z austriackim Rapidem Wiedeń. Spędził tam sezon 2001/2002, a potem powrócił do Hiszpanii, gdzie został graczem Polideportivo Ejido. Grał tam do 2003 roku. Jego ostatnim klubem w karierze był drugoligowy niemiecki klub TSV 1860 Monachium, gdzie w 2004 roku zakończył karierę.

## Kariera reprezentacyjna
Poschner rozegrał 18 spotkań i zdobył 4 bramki w reprezentacji Niemiec U-21. Zaliczył także 3 mecze i strzelił jednego gola w reprezentacji Niemiec U-23.